# Nosferatu, Eine Symphonie des Grauens
Nosferatu, Eine Symphonie des Grauens, és una pel·lícula alemanya muda dirigida per Friedrich Wilhelm Murnau i estrenada el 1922.
Es tracta de la primera pel·lícula relacionada amb la novel·la Dràcula (1897) de l'autor Bram Stoker. Inicialment no va ser acceptada per Florence Balcombe, la vídua de Bram Stoker, que va obrir una demanda, per la qual cosa és una adaptació -no autoritzada i no oficial- de la novel·la Dràcula, però independentment, aviat es va convertir en una pel·lícula de culte.
Hi ha dues pel·lícules remake de l'original; Nosferatu: Phantom der Nacht (1979) i Nosferatu (2024).

## Argument
L'any 1838, Hutter, empleat d'una empresa immobiliaria de Viborg, s'acomiada de la seva esposa Ellen per traslladar-se a un castell dels Carpats, on l'espera el seu propietari, el qual desitja comprar una finca a la ciutat d'en Hutter. El propietari del castell és el comte Orlok. Després del llarg viatge, Hutter arriba al castell on troba que res era el que semblava...

## Repartiment
- Max Schreck: Comte Orlok
- Gustav von Wangenheim: Thomas Hutter
- Greta Schröder: Ellen Hutter
- Alexander Granach: Knock
- Ruth Landshoff: Annie
- Wolfgang Heinz: Primer Oficial
- Georg H. Schnell: Harding
- John Gottowt: professor Bulwer
- Gustav Botz: professor Sievers
- Max Nemetz: capità de The Empusa
- Heinrich Witte: guardià a l'asil
- Guido Herzfeld:
- Karl Etlinger: estudiant de Bulwer
- Hardy von Francois: doctor a l'hospital
- Fanny Schreck: infermera a l'hospital

## La pel·lícula
Nosferatu és un dels títols clau del cinema mut expressionista alemany, que ha esdevingut mític, influint en àmbits tan heterodoxos com els videojocs i els còmics, entre d'altres, on tant el nom com l'aspecte inquietant del personatge principal han estat emprats com a inspiració en nombroses ocasions; fet que li ha donat un indiscutible status d'icona popular. La seva petja en el cinema en general i en el gènere de terror en particular ha estat prou evident.
La pel·lícula no feu especials aportacions al llenguatge cinematogràfic en si, essent un film molt auster, amb pocs moviments de càmera (contràriament al film Der letzte Mann, rodat dos anys després pel mateix Murnau, en què aquest escolliria un estil totalment dinàmic, bigarrat de complicats travellings) amb preferència per unes escenes d'exquisida composició, sovint emprant il·lustracions medievals o romàntiques, com les del l'il·lustradors alemanys Georg Friedrich Kersting o Caspar David Friedrich, com a referents inspiradors.
L'aportació principal de Nosferatu estaria més en la utilització de tots els elements narratius creats fins llavors pels seus contemporanis alemanys, i pel mateix Murnau en films precedents- com els picats i contrapicats de camera extrems; la utilització dramàtica de les ombres, des dels efectes més evidents, fins a la gradació subtil i progressiva de pla a pla; la utilització de composicions d'escena on les masses generen una subliminar atmosfera opressiva, etc.- amb una sensibilitat i gust extrems, alhora que treballava el to narratiu amb una força lírica inèdita en un film de terror.
Nosferatu, contràriament a la resta de la major part dels films alemanys de l'època, enquadrats dintre del moviment derivat de l'expressionisme, utilitza molt més els escenaris naturals, en detriment dels interiors, fent que la natura (el vent, les onades del mar, la boira) sigui utilitzada no tan sols com a element estètic sinó descriptiu del moment psicològic que viuen els personatges.
Cal esmentar també l'aportació de l'esplèndid operador de camera Fritz Arno Wagner, responsable final de la qualitat fotogràfica del film.

## Il·luminació
L’ús de la il·luminació en Nosferatu és un dels elements més distintius i representatius del film, convertint-lo en una peça clau de l’expressió visual del cinema expressionista alemany. La pel·lícula utilitza contrastos dramàtics entre llum i ombra per generar un ambient d'inquietud i terror abstracte. Aquesta tècnica no només contribueix a l’atmosfera del film, sinó que també reforça el simbolisme i el contingut psicològic de la narrativa.
Un dels elements més memorables és l’ombra de la figura del vampir, que es projecta de manera desproporcionada a les parets i sostres, adquirint una vida pròpia. Aquest efecte visual, que allarga i deforma la figura de Nosferatu, fa que el personatge sembli més gran, inhumà i amenaçador. Segons Lotte H. Eisner, aquestes ombres no són merament decoratives; representen una força aliena i destructiva que amenaça de devorar els personatges, i simbolitzen el món interior d’aquests, ple de pors i ansietats profundes. Aquesta mateixa simbologia, emmarcada en el context històric de la pel·lícula, pot ser interpretada com una metàfora de l’Alemanya de l’època, que es trobava en un moment d'inestabilitat política i econòmica, al llindar de l’ascens dels règims totalitaris.
Aquesta relació entre il·luminació i simbolisme es complementa amb l’ús de les ombres per desantropomorfitzar tant els personatges com els paisatges, tal com assenyala Vicente Sánchez-Biosca. L'efecte provoca que Nosferatu i els escenaris per on es mou transcendeixin la seva condició física per convertir-se en representacions abstractes dels malsons col·lectius d’una societat en crisi. La il·luminació crea una sensació constant de desconnexió i d’irrealitat, alimentant un terror que no només és físic, sinó també psicològic i existencial.

## La polèmica
El film està basat en la famosa novel·la Dràcula, escrita per Bram Stoker però la productora Prana (que només va rodar aquest film) la va rodar sense pagar cap dret d'autor; canviant, això sí, el nom del títol original. La vídua de Bram Stocker posà una denúncia a la productora alemanya i aquesta, enmig de l'espectacular carrera comercial que estava tenint el seu film, es veié obligada a detenir la seva exhibició el 1923 i a destruir-ne totes les còpies existents, fet que ha complicat moltíssim la seva restauració.
Actualment, amb el que es conserva de Nosferatu, es pot ben bé afirmar que la seva bellesa misteriosa ha superat àmpliament el pas del temps.

## Acollida
En una votació popular Nosferatu fou escollida com la cinquena millor pel·lícula muda de tots els temps, per darrere d'El maquinista de la General (1926, de Clyde Bruckman i Buster Keaton), Metropolis (1927, de Fritz Lang), Sunrise: A Song of Two Humans (1927, de F.W. Murnau) i City Lights (1931, de Charles Chaplin); segons Francesca Steele, crítica de cinema del diari The Independent es troba en la vuitena posició, per darrere de The Kid (1921, de Charlie Chaplin), El maquinista de la General (1926), El naixement d'una nació (1915, de D. W. Griffith), Metropolis (1927), It (1927, de Clarence G. Badger), Flesh and the Devil (1926, de Clarence Brown) i 7th Heaven (1927, de Frank Borzage).
El crític Roger Ebert, del Chicago Sun-Times, la va escollir com una de les millors pel·lícules, atorgant-li quatre estrelles (la màxima puntuació), i la revista Empire la va puntuar com la 21a millor de la història del cinema. Al web de Rotten Tomatoes va assolir un 96% en el "tomatòmetre".